# Afrasiab (Samarkand)
Afrasiab (uzbeško Afrosiyob),(perzijsko افراسياب, latinizirano: afrāsiyāb}} ) je starodavno najdišče v severnem delu Samarkanda, današnjem Uzbekistanu, ki je bilo zasedeno od približno 500 pr. n. št. do 1220 n. št. pred mongolsko invazijo v 13. stoletju. Najstarejše plasti izvirajo iz sredine prvega tisočletja pr. n. št. Danes je to hribovita travnata gomila v bližini mošeje Bibi Kanum. Izkopavanja so odkrila danes znane afrasiabske freske, razstavljene v muzeju Afrasiab v Samarkandu, ki stoji poleg arheološkega najdišča.

## Pregled
Afrasiab je najstarejši del in ruševine starodavnega in srednjeveškega mesta Samarkand. Zaradi obrambnih razlogov je bil na vzpetini, južno od rečne doline in severno od velikega rodovitnega območja, ki je danes del mesta Samarkand.
Poselitev ozemlja Afrasiab se je začela v 7.–6. stoletju pred našim štetjem kot središče sogdijske kulture.
Izraz Qal’a-ye Afrasiab (grad Afrasiab) se je v pisnih virih pojavil šele proti koncu 17. stoletja. Ime je v ljudskem jeziku povezano z mitskim kraljem Afrasiabom. Znanstveniki menijo, da je Afrasiab popačena in izkrivljena oblika perzijske besede Parsīāb (iz sogdijskega Paršvāb), ki pomeni »onkraj črne reke«, pri čemer je reka Sīāhāb ali Sīāb, ki omejuje območje na severu. Afrā je pesniška oblika perzijske besede Farā (ki je sama po sebi pesniška beseda), ki pomeni 'onkraj, dlje', medtem ko Sīāb izhaja iz sīāh, ki pomeni 'črna', in Āb, ki pomeni 'voda; reka; morje' (odvisno od konteksta).
Prva arheološka izkopavanja so bila v Afrasiabu izvedena konec 19. stoletja, izvedel pa jih je Nikolaj Veselovski. V 1920-ih ga je obsežno izkopaval arheolog Mihail Evgenievič Masson, ki je artefakte, najdene na najdišču, shranil v muzeju v Samarkandu. Njegova arheološka študija je razkrila, da je bila v Afrasiabu nekoč samanidska palača. Ponovno so jo aktivno izkopavali v 1960-ih in 1970-ih.

## Mesto
Območje Afrasiab obsega približno 220 hektarjev, debelina arheoloških plasti pa doseže 8–12 metrov. Mesto Afrasiab je imelo obliko enakokrakega trikotnika, katerega osnovni kot je bil obrnjen proti jugu. Afrasiab je nastal na naravnem hribu, ki so ga prečkale številne vdolbine, samo mesto pa je bilo obdano z visokim obzidjem, ki je danes videti kot masivna glinena zgradba, visoka 40 metrov. Najdaljši del mesta je bil širok 1,5 kilometra. Vhod v mesto je bil v srednjem delu vzhodnega obzidja. Ostanki stolpov so bili najdeni na nekaterih mestih okoliškega obzidja.
Voda v mesto se je pridobivala iz vodnih kanalov, lončenih cevi in vodnjakov. To pomeni, da so veliko prostora zavzemali rezervoarji, od katerih je imel največji prostornino približno milijon galon vode in je bil v bližini južnega obzidja.
Niso našli nobenih ostankov začrtanih ulic, saj so se stavbe naokoli podrle in uničile tako ozke in vijugaste poti. Za gradnjo hiš so uporabljali nepečene opeke na lesenem ogrodju z glinenim kalupom. Nekatere so imele okna z mavčnimi rešetkami, vstavljenimi z majhnimi koščki stekla.
Najdenih je bilo veliko kovancev. Na podlagi njih so bili določeni različni datumi naseljevanja Afrasiaba, kar je večinoma storil Viatkin. Najdeni kovanci so pripadali Sasanidom, nekateri Buharskim Khudahom, nekateri pa omajadskim in abasidskim kalifom. V velikih količinah so bili najdeni samanidski, manj pogosti kovanci horezmskih šahov, najmanj pogosti pa karahanidski in seldžuški. Kovanci Mongkeja so bili najnovejši najdeni kovanci. Vsi ti najdeni in raziskani kovanci kažejo, da je bil Afrasiab naseljen od 4. ali 5. do 13. stoletja.

### Ruševine stavb
V Afrasiabu so našli pet kopališč, ki so povezana z 9. in 10. stoletjem. Kopališče je bilo sestavljeno iz cisterne, kopeli, cevi za ogrevanje in vodo, garderob, masažnih sob, toplih in hladnih dvoran ter odprtih dvorišč. Nekatere dele kopališča so krasili izrezljane štukature in freske.
Leta 1924 je Viatkin v Afrasiabu raziskoval na mestu, kjer so na steni starodavne sobe našli budistično fresko in bogato oblikovano alabastrno ploščo. Našli so glineno, z opeko prekrito, kupolasto zgradbo z dobro ohranjenimi zidovi. Na stenah so našli tudi veliko predmetov. Na steni majhne stavbe v bližini so našli arabski napis: »V imenu Boga, Sočutnega, Usmiljenega, reci: 'On je edini Bog, Bog večni.'« Najdbe so datirali s kovanci iz 9. in 10. stoletja.
Leta 1929 so našli ostanke hiše, ki izvira iz 12. stoletja in veliko plitvo jamo z zažgano pšenico. Našli so jih med dolino blizu namakalnega kanala Siab in ruševinami mošeje. Ruševine bivališč so našli na treh nivojih, najnižje od njih pa se nanaša na prva stoletja našega štetja, najpoznejše pa na obdobje Samanidov, kar dokazujejo tudi najdeni kovanci, povezani s Samanidi iz 10. stoletja.
Eno od bogatih srednjeveških bivališč so ostanki hiše, ki izvira iz 10. stoletja. Ta hiša je imela kupolasto dvorano, razkošno obloženo z izrezljanim mavčnim ometom, ki je prekrival tako notranje kot zunanje dele sten. V današnjem času ta ornamentika predstavlja primer srednjeveške umetnosti.
Med izkopavanji Viatkinsa v 1930-ih so na območju šahristana našli ruševine palačnega kompleksa s sledmi čudovitih fresk, povezanih z obdobjem Karahanidov (od 11. do 12. stoletja n. št.). Palača je bila uničena med uporom proti oblasti Horezma leta 1212 in kasneje obnovljena.
Zahodno od Afrasiaba so izkopali glavno mošejo in minaret. Minaret je bil obložen z opeko, na kateri je bila vtisnjena perzijska beseda Ikhšid, naziv starodavnih vladarjev Samarkanda. Mošeja je bila večkrat obnovljena, kot so jo našli. V samanidskem obdobju v 10. stoletju je imela mošeja kvadratno obliko s stranicami 78 x 78 metrov. V karahanidskem obdobju v 11. in 12. stoletju pa je imela pravokotno obliko, ki se je razširila na 120 x 80 metrov. V njej so našli šest vrat, verige lestencev, ki so osvetljevali dvorano s stebri, okrašena pa je bila z izrezljanim štukaturnim materialom, izrezljanimi terakotnimi ploščami in svetlo modrimi ploščicami.
- Helenistična citadela Afrasiab
- Ruševine Afrasiaba

### Freske
Izjemne freske prikazujejo Varkhumana, kralja Samarkanda, v 7. stoletju n. št. Vidimo ga, kako ga obiskujejo veleposlaništva iz številnih držav, vključno s Kitajsko. Na freskah je tudi napis, ki ga neposredno omenja. Njegovo ime je znano tudi iz kitajske zgodovine.
Ena od fresk prikazuje kitajsko veleposlaništvo, ki lokalnemu sogdijskemu vladarju nosi svilo in niz kokonov sviloprejk.
Prizori, upodobljeni na afrasiabskih poslikavah, so morda nastali v letih 648–651, ko je bil Zahodnoturški kaganat v svojih zadnjih dneh, dinastija Han pa je širila svoje ozemlje v Srednji Aziji. Lahko pa se je zgodilo kmalu po letu 658, ko je dinastija Tang osvojila Zahodnoturški kaganat in je kralj Samarkanda Varkhuman lahko neposredno vzpostavil stike s Kitajci.
- Freska palače Afrasiab, 7.–8. stoletje. Sogdijski komorniki in tolmač predstavljajo tibetanske sle
- Kitajsko veleposlaništvo v Afrasiabu (levo), ki nosi svilo in niz kokonov sviloprejk, ter turški delegati (desno), prepoznavni po dolgih kitah.[8]
- Freska palače Afrasiab, 7.–8. stoletje (detajl jezdeca)
- Stenska poslikava v veleposlaniški dvorani v Afrasiabu
- Turški dostojanstveniki obiskujejo kralja Varkhumana v Samarkandu. Eden od njih je označen kot prihajajoči iz Argija (Karašar v sodobnem Xinjiangu).[9][6]
- Turški častniki med avdienco pri kralju Varkhumanu iz Samarkanda. 648–651 n. št., poslikave Afrasiaba, Samarkand.[10][11] Prepoznavni so po dolgih kitah.

### Islamsko obdobje
Arabci so oblegali mesto Samarkand in ga zavzeli leta 722 n. št. V Afrasiabu je bila pod Abasidskim kalifatom ustanovljena mošeja, datirana v obdobje 750–825.
- Arabci oblegajo mesto Samarkand, zavzeto leta 722. Palača Devastič (706–722), poslikava Penjikenta
- Okrašena niša iz abasidske mošeje v Afrasiabu, Samarkand v Sogdiji, 750–825.

## Obrt
Najdene pa so bile tudi različne vrste keramike. Največji del je predstavljala neglazirana keramika, ki je bila izdelana na rotacijskem vitlu, dobro žgana in preprosto okrašena v skladu s svojim namenom, kar kaže na mojstrske spretnosti. Vključevala je velike posode, več vrst vrčev, vrčev, krožnikov in skled.
Najdena je bila tudi manj dovršena in slabša keramika, ki predstavlja drugo vrsto. Površine ročno izdelanih vrčev in loncev so bile skrbno polirane in prekrite z oznakami v obliki vzporednih črt, rombov, križcev in spiral. Po Vfatkinu se ta keramika nanaša na obdobje tripoljske kulture.
Najdene so bile tudi številne terakotne plošče in miniaturni oltarji, ki so bili znotraj in zunaj prekriti s čudovitim žigosanim cvetličnim ornamentom. Oltarji so imeli slike ptic, stebre in arabski napis "hvala Bogu".
Proizvajali so tudi steklo, iz katerega so izdelovali majhne, izvrstno oblikovane bučke, fiale, kozarce, vrčke, kozarce za vino, kelihe, žlice, vrče, karafe in steklenice.
Našli so nagrobnike, za katere so uporabljali velike rečne plošče, dolge do enega metra. Večina se jih je nanašala na dvanajsto, manj na 13. in veliko manj na 14. stoletje. Vsak nagrobnik je imel vgraviran napis v arabščini, ki je prikazoval ime pokopane osebe in leto pokopa; nekateri kamni so bili okrašeni z arabeskami. Na enem kamnu ni bilo napisa, le vgraviran profil glave z okrašeno krono, kot je prikazano na kovancih Buhar-Khudatov. Na drugem koncu kamna sta bila vgravirana slon in ptica.
- Pokopališče v Afrasiabu